# Liste der Kulturgüter in Hildisrieden
Die Liste der Kulturgüter in Hildisrieden enthält alle Objekte in der Gemeinde Hildisrieden im Kanton Luzern, die gemäss der Haager Konvention zum Schutz von Kulturgut bei bewaffneten Konflikten, dem Bundesgesetz vom 20. Juni 2014 über den Schutz der Kulturgüter bei bewaffneten Konflikten sowie der Verordnung vom 29. Oktober 2014 über den Schutz der Kulturgüter bei bewaffneten Konflikten unter Schutz stehen.
Objekte der Kategorie A sind im Gemeindegebiet nicht ausgewiesen, Objekte der Kategorie B sind vollständig in der Liste enthalten, Objekte der Kategorie C fehlen zurzeit (Stand: 1. Januar 2023). Unter übrige Baudenkmäler sind zusätzliche Objekte zu finden, die im kantonalen Denkmalverzeichnis verzeichnet und nicht bereits in der Liste der Kulturgüter enthalten sind.

## Kulturgüter
| Foto |                                                                                               | Objekt                                                            | Kat. | Typ | Standort                           | Beschreibung |
| ---- | --------------------------------------------------------------------------------------------- | ----------------------------------------------------------------- | ---- | --- | ---------------------------------- | ------------ |
| ja   | Datei hochladen · Wikidata zu Katholische Kirche St. Maria (Q29785575)                        | Katholische Kirche St. Maria KGS-Nr.: 03688                       | B    | G   | Luzernstrasse 660011 / 222491      |              |
| BW   | Datei hochladen · Wikidata zu Schopfen, hallstatt- und latènezeitliche Nekropole (Q119984409) | Schopfen, hallstatt- und latènezeitliche Nekropole KGS-Nr.: 17087 | B    | F   | Schopfe / Sonnbüel 658952 / 222667 |              |

## Übrige Baudenkmäler
| ID  | Foto |                 | Objekt                         | Typ | Standort                       | Beschreibung |
| --- | ---- | --------------- | ------------------------------ | --- | ------------------------------ | ------------ |
| 39b | BW   | Datei hochladen | Alte Mühle                     | G   | Ohmelinge 5.5 660833 / 222111  |              |
| 78  | BW   | Datei hochladen | Kapelle St. Anna bei der Tanne | G   | Sant Anne 1.2 659737 / 220996  |              |
| 238 | BW   | Datei hochladen | Wegkapelle Gundolinge          | G   | Gundolinge 1.1 661039 / 220909 |              |

Legende: Siehe Legende der Liste der Kulturgüter von nationaler und regionaler Bedeutung. Anstelle der KGS-Nummer wird als Objekt-Identifikator (ID) die Gebäudenummer im kantonalen Denkmalverzeichnis verwendet.